# Julien Augustin Chasseloup de Chatillon
Pour les articles homonymes, voir Chasseloup.
Julien Augustin Chasseloup de Chatillon est un militaire français né le 10 février 1760 à Angles-sur-l'Anglin et mort le 29 janvier 1800 à Rennes.

## Biographie
Julien Augustin Chasseloup de Chatillon est né dans une famille d'ancienne bourgeoisie originaire du Poitou dans la ville d'Angles-sur-l'Anglin, à qui elle a donné des notaires royaux dès le XVIIe siècle. Il est le fils d'André Augustin Chasseloup de Chatillon, sénéchal de la ville et baronnie d'Angles et porte-manteau du roi en sa Grande Écurie, et d'Anne Gilette Massonneau de Prusse. Son père se remaria en 1775 à Anne Le Picard de Phélippeaux (cousine germaine du père d'Antoine Le Picard de Phélippeaux). Julien Augustin Chasseloup est le cousin germain de Saint André-Hubert Fournet et le parent de Charles Louis de Chasseloup de La Motte,,.
Il s'engage dans la garde nationale de Rochefort, puis au 1er bataillon de la Charente-Inférieure dont il est élu, le 22 octobre 1791, quartier-maître trésorier. Il prend part aux campagnes de 1792 et 1793 avec l'Armée du Nord.
Chasseloup est promu adjudant-général chef de brigade le 23 octobre 1793 par les représentants du peuple en mission Treilhard et Bernier, est nommé à Dunkerque alors assiégé par les Anglais, puis est attaché à l'état-major du général Hoche, commandant en chef de l'Armée de la Moselle, dont, devenu très proche ami, il devient l'aide de camp.
Lorsque Hoche est nommé au commandement de l'expédition d'Oneille à l'Armée d'Italie, il le suit avec les mêmes fonctions en Italie.
Après que Hoche a été arrêté à Nice pour trahison, il reprend ses fonctions à l'Armée de la Moselle, mais se trouve à son tour mis en état d'arrestation le 2 juin 1795 à Strasbourg sur ordre du représentant en mission Merlin de Thionville.
Remis en liberté le 6 novembre 1795, il est rappelé au service en novembre 1796 par le général Hoche pour remplir les fonctions de sous-chef d'état-major lors de l'expédition d'Irlande. Il continue à servir à l'état-major de Hoche dans l'armée de Sambre-et-Meuse jusqu'au décès de Hoche le 19 septembre 1797. Il est alors employé aux Armées d'Allemagne, du Rhin et de Mayence.
Le 21 juillet 1798, il reçoit l'ordre de se rendre à Brest pour y seconder le général Chérin dans les préparatifs d'une expédition maritime dont l'objectif est tenu secret.
Après avoir refusé, pour raison de santé, de partir pour l'Égypte en mai 1799, il est nommé à l'Armée d'Angleterre, devenue peu de temps après Armée de l'Ouest, où il assume les fonctions de chef d'état-major et de commandant de la place de Rennes.

## Publications
- « Armée d'Angleterre. Place de Rennes en état de siège... Proclamation aux citoyens de la commune de Rennes. (Signé : l'adjudant-général commandant la place, Chasseloup. 12 brumaire an VIII.) ».